# Poa setulosa
Poa setulosa är en gräsart som beskrevs av Norman Loftus Bor. Poa setulosa ingår i släktet gröen, och familjen gräs. Inga underarter finns listade i Catalogue of Life.